# (350462) 1998 KG3
1998 كي جي 3 (ويعرف أيضًا باسم (350462) 1998 كي جي 3 وفق تسمية الكوكب الصغير) (بالإنجليزية: 1998 KG3)‏ هو كويكب ضمن حزام الكويكبات؛ وترتيبه 350462 من حيث الاكتشاف.
اكتُشف هذا الجُرم الفلكي بواسطة سبيس واتش في 22 مايو 1998.

## وصلات خارجية
- (350462) 1998 KG3 في قاعدة بيانات مختبر الدفع النفاث لأجرام النظام الشمسي الصغيرة

- الاكتشاف · مخطط المدار ·  العناصر المدارية · المعلمات المادية

- (350462) 1998 KG3 على موقع ويكي سكاي: DSS2, SDSS, GALEX, IRAS, Hydrogen α, X-Ray, Astrophoto, Sky Map, Articles and images